# 博克科格爾山 (普拉布奇山)
47°01′27″N 15°22′08″E / 47.0240328°N 15.3688808°E

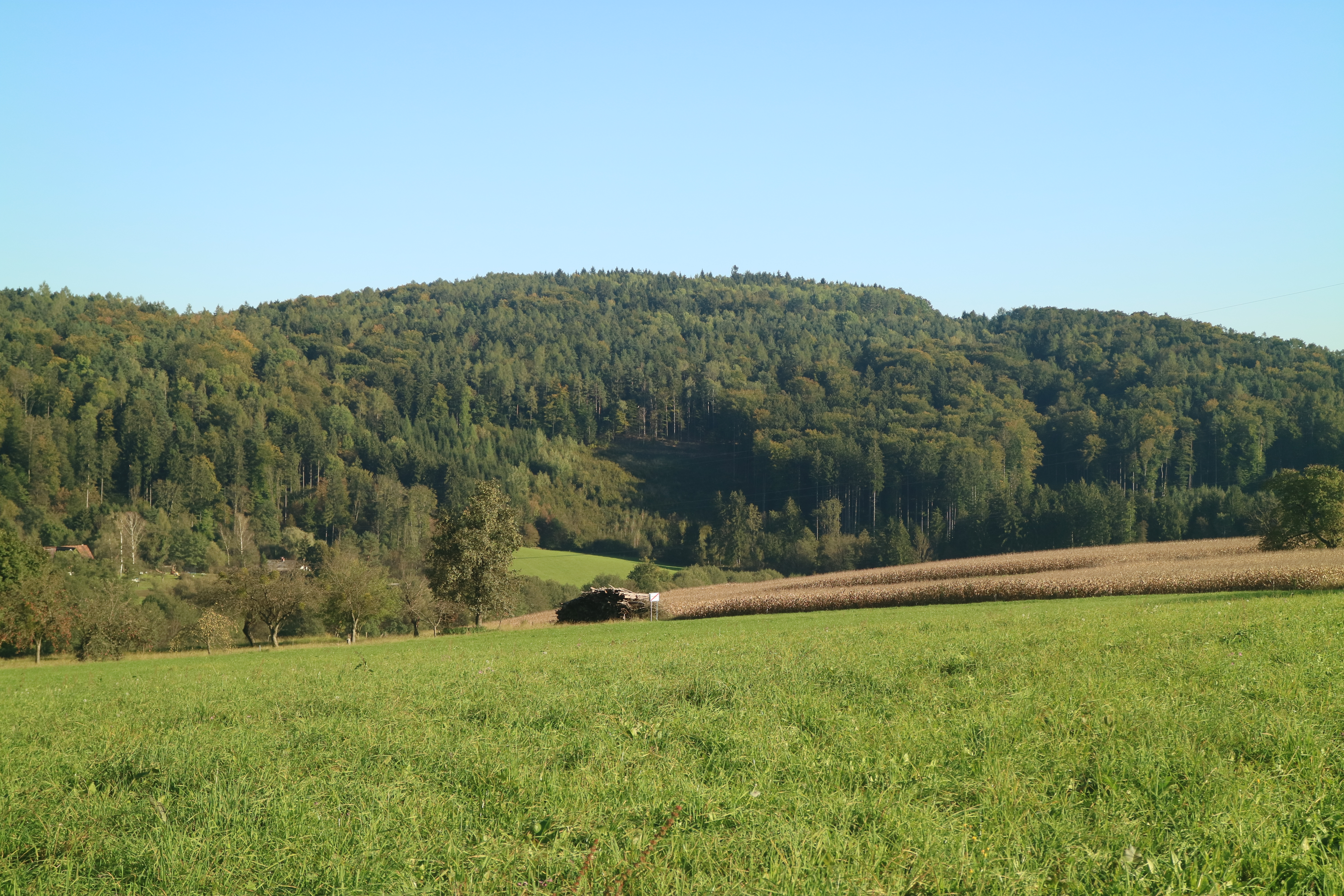

博克科格爾山（德語：Bockkogel），是奧地利的山峰，位於該國東南部，由施泰爾馬克州負責管轄，屬於普拉布奇山的一部分，距離布赫科格爾山1公里，海拔高度539米，每年平均降雨量1,546毫米。